# Tiếng Ê Đê
Tiếng Ê Đê là ngôn ngữ của người Ê Đê, là các nhóm sắc tộc sinh sống tại khu vực Tây Nguyên ở Việt Nam và Campuchia. Số lượng người nói tiếng Ê đê là khoảng 332.557 người.
Tiếng Ê Đê thuộc phân nhóm ngôn ngữ Chăm, Nhóm Aceh-Chăm,
ngữ tộc Malay-Polynesia của Ngữ hệ Austronesia. Vì thế tiếng Ê Đê có quan hệ gần gũi với tiếng Chăm ở miền trung Việt Nam.
Một số lượng người Ê Đê cũng sống tại Hoa Kỳ, tái định cư tại đây sau Chiến tranh Việt Nam.

## Âm vị học
Chịu ảnh hưởng của nhóm ngôn ngữ Môn-Khmer xung quanh, các từ của các các thứ tiếng Chăm khác nhau tại Đông Nam Á, bao gồm cả tiếng Gia Rai, đã trở thành từ hai âm tiết với trọng âm trên âm tiết thứ hai. Ngoài ra, tiếng Ê Đê đã phát triển theo kiểu Môn-Khmer, làm mất đi gần như mọi khác biệt nguyên âm trong âm tiết ban đầu. Trong khi các từ ba âm tiết cũng tồn tại, nhưng chúng chỉ là những từ vay mượn. Một từ trong tiếng Ê Đê điển hình có thể biểu diễn như sau:
(C)(V)-C(C)V(V)(C)
trong đó các giá trị trong ngoặc là tùy chọn và "(C)" trong cụm "C(C)" là thể hiện cho phụ âm nước /l/, /r/ hay bán nguyên âm /w/, /y/., "(C)" trong cụm "C(C)" cũng có thể là phụ âm xát vòm mềm kêu /ɣ/, một âm vị được người Rang Đê tại Campuchia sử dụng, nhưng không được chứng thực tại Việt Nam. Nguyên âm của âm tiết thứ nhất trong từ hai âm tiết thông thường nhất là nguyên âm giữa-trung tâm không uốn tròn môi, /ə/, trừ khi phụ âm đầu tiên là âm bật thanh môn không kêu /ʔ/. Nguyên âm thứ hai của âm tiết có trọng âm sinh ra nguyên âm đôi.